# حامات
حامات (به عربی: حامات) یک منطقهٔ مسکونی در لبنان است که در استان شمالی لبنان واقع شده‌است.

## خصوصیات
حامات ۲۸۷ متر بالاتر از سطح دریا واقع شده‌است.